# 하무라역
하무라역(일본어: 羽村駅, はむらえき)은 일본 도쿄도 하무라시에 있는 철도역이다.

## 타는 곳
| 1 | ■ 오메 선 | 가베·오메·오쿠타마 방면            |
| 2 | ■ 오메 선 | 하이지마·다치카와·신주쿠·도쿄 방면 |

## 역세권 정보
- 다마강
- 다마가와 수로(ja)
- 하무라 시청

## 역사
- 1894년 11월 19일: 영업 개시.

## 사진

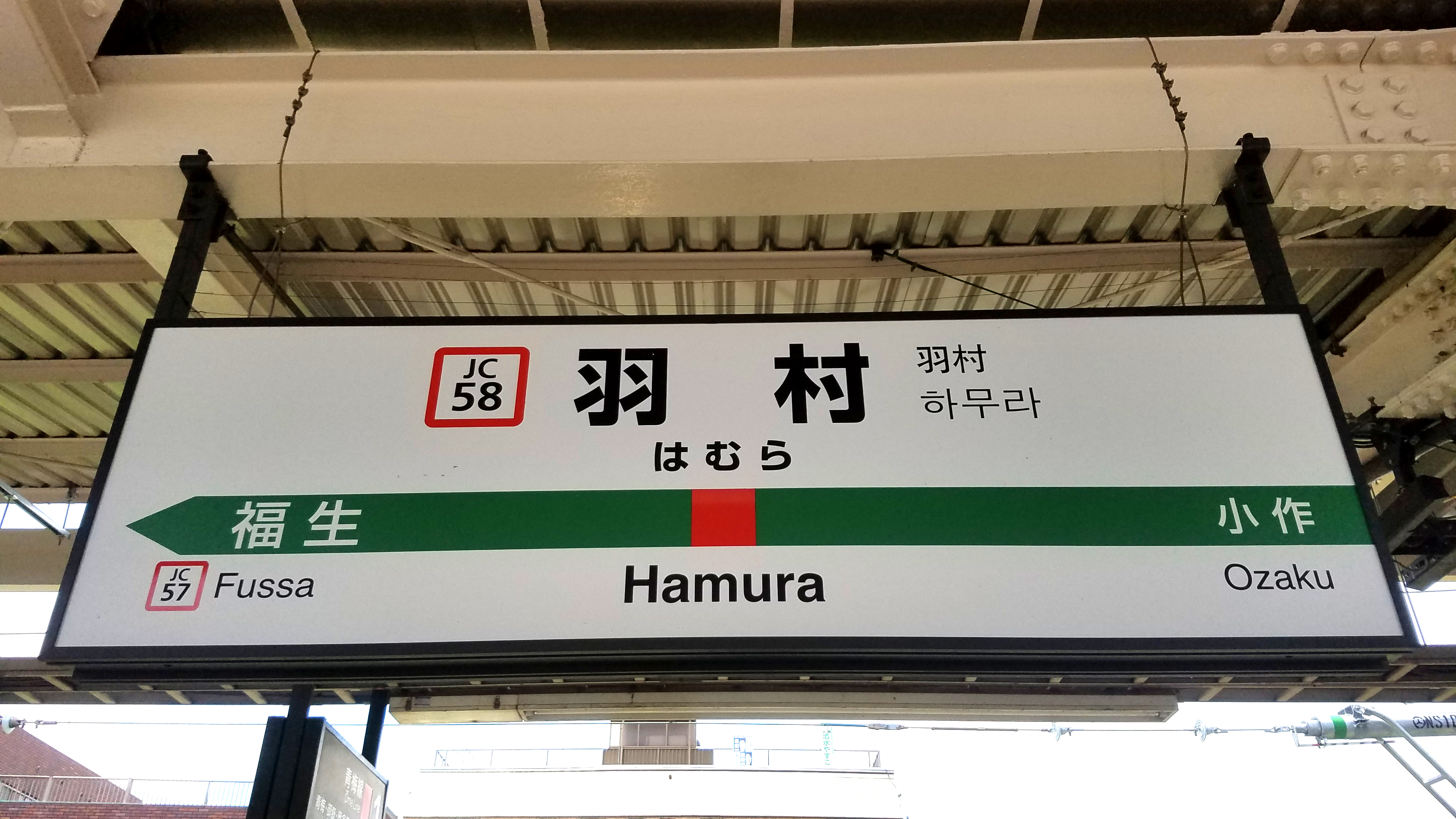
역명판(2021년 7월 10일)

## 인접역
| 동일본 여객철도 오메 선  | 동일본 여객철도 오메 선 | 동일본 여객철도 오메 선 |
| ------------------------ | ----------------------- | ----------------------- |
| JC 57 훗사 다치카와 방면 | 오메 선                 | 오자쿠 JC 59 오메 방면  |